# فان نيلسون
فـان نيلسون (بالإنجليزية: Van Nelson)‏ هو عداء مسافات طويلة أمريكي، ولد في 24 نوفمبر 1945 في منيابولس في الولايات المتحدة.

## وصلات خارجية
- فـان نيلسون على موقع أوليمبيديا (الإنجليزية)